# Juan de Castro

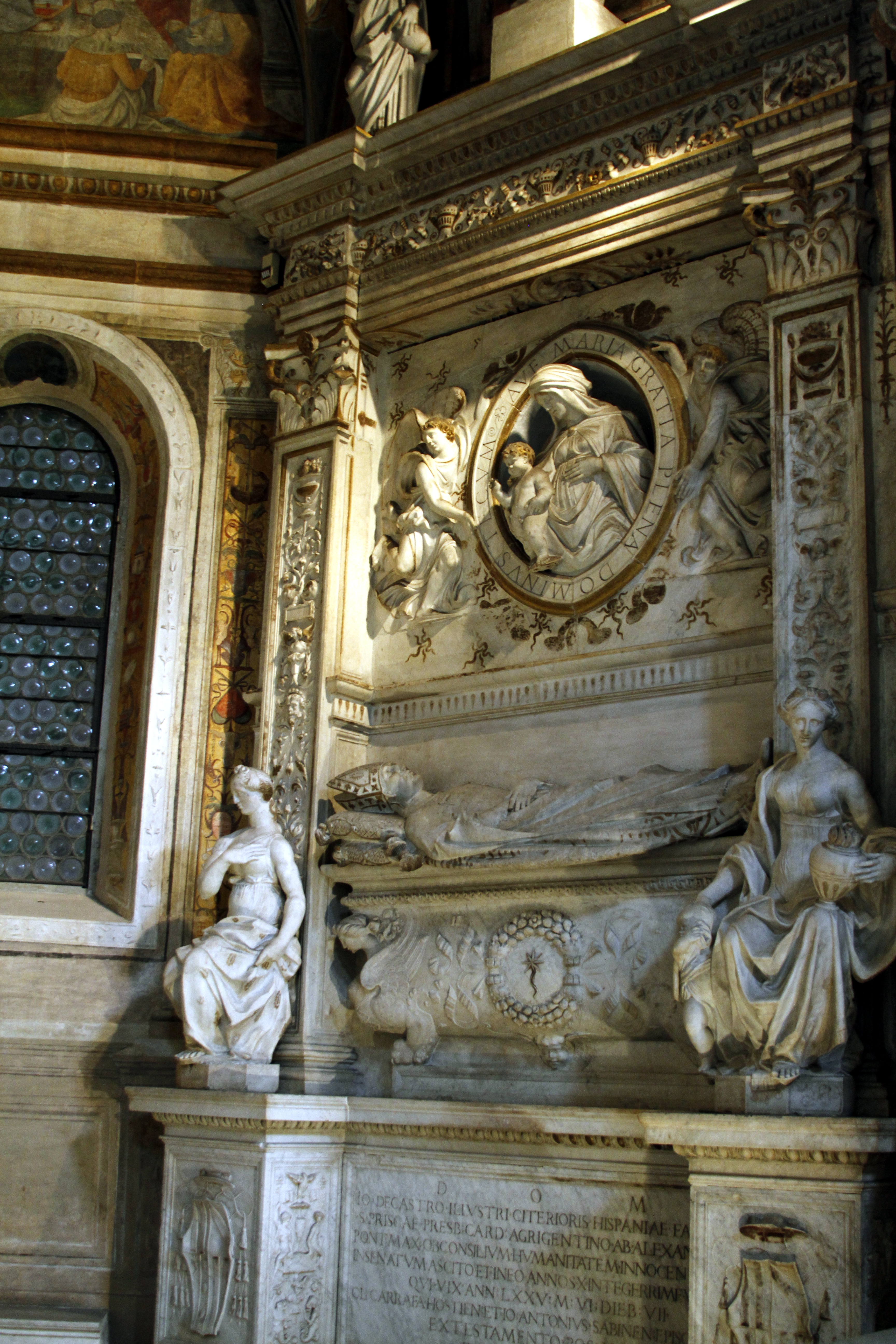
Grabmal des Kardinals von Francesco Sangallo in Santa Maria del Popolo, Rom

Juan de Castro (* 22. März 1431 in Valencia; † 29. September 1506 in Rom) war ein italienischer Kardinal der Römischen Kirche.
Seit 1479 Bischof von Girgenti (seit 1927 Agrigent), erhob ihn Papst Alexander VI. am 19. Februar 1496 zum Kardinal und ernannte ihn am 24. Februar 1496 zum Kardinalpriester der Titelkirche S. Prisca. Vom 6. November 1499 bis zum 29. Juli 1502 Apostolischer Administrator des Bistums Schleswig, wurde er 1504 Apostolischer Administrator von Malta.